# Каатинга сан-мартинська
Каати́нга сан-мартинська (Herpsilochmus parkeri) — вид горобцеподібних птахів родини сорокушових (Thamnophilidae). Ендемік Перу.

## Опис
Завдовжки птах сягає 12 см. Верхня частина тіла самця темно-сіра, поцяткована темними плямками. Тім'я чорне, через очі проходять чорні смужки. Нижня частина тіла сіра. Крила чорні, кінчики пер білі. Верхня частина тіла самиці світло-сіра, спина жовтувата. Тім'я чорне з білими плямками. Обличчя охристе, над очима охристі «брови». Груди жовті, нижня частина тіла охриста, живіт білуватий, боки вохристо-сіруваті.

## Поширення й екологія
Сан-мартинські каатинги є ендеміками східних схилів Перуанських Анд у регіоні Сан-Мартін. Живе в кронах і середньому ярусі вологих гірських тропічних лісів, а також в екотоні між лісом і саваною на висоті від 1350 до 1450 м над рівнем моря.

## Збереження
МСОП вважає цей вид таким, що перебуває під загрозою вимирання. Ареал птаха невеликий, а популяція, за оцінками дослідників, нараховує 350—1500 птахів. Йому загрожує знищення природного середовища.